# Setsuko Hara
Setsuko Hara  (原節子?, Hara Setsuko), all'anagrafe Masae Aida (会田 昌江?, Aida Masae), (Yokohama, 17 giugno 1920 – Kanagawa, 5 settembre 2015) è stata un'attrice giapponese.

## Biografia
Setsuko Hara è nota in occidente per due film di Akira Kurosawa e alcuni di Yasujirō Ozu.
Nel 1946 è protagonista — di grande livello espressivo — del sesto film di Kurosawa, Non rimpiango la mia giovinezza, il primo film veramente personale di Kurosawa a cui l'attrice dà un grande contributo. Per Kurosawa interpreterà anche la protagonista di L'idiota, nel 1951, tratto dal romanzo di Dostojevskij: il suo è il ruolo corrispondente a Nastassia Filippovna.
Ma Setsuko Hara è stata soprattutto l'attrice prediletta da Ozu nei film del dopoguerra: nel 1949 ricopre il ruolo della figlia in Tarda primavera (il padre, vedovo, le fa credere di essere in procinto di sposarsi per indurla a sposarsi a sua volta; la ragazza lo fa, suo malgrado e lui rimane solo, in uno dei finali più poetici della storia del cinema); nel 1953 interpreta poi la nuora vedova di guerra e infelice dei due anziani protagonisti di Viaggio a Tokyo, forse il capolavoro del regista. Per Ozu ha interpretato ancora Inizio d'estate e Crepuscolo di Tokyo, rispettivamente nel 1953 e 1957 e infine Tardo autunno nel 1960: non solo il titolo ricorda quello del suo primo film con Ozu del 1949, ma la vicenda è la stessa: solo, stavolta, non è un padre che fa credere alla figlia di volersi risposare, ma una madre, e a interpretarla è la stessa Hara che nel film precedente faceva la figlia. Ammirevole attaccamento di Ozu, che sarebbe morto due anni dopo, ai suoi attori e ai suoi temi preferiti.
Setsuko Hara muore il 5 settembre 2015 a causa di una polmonite, all'età di 95 anni.

## Filmografia
- Tamerau nakare wakodo yo (ためらふ勿れ若人よ), regia di Satoshi Taguchi (1935)
- Shin'ya no taiyō (深夜の太陽), regia di Fumindo Kurata (1935)
- Tama o nagero (魂を投げろ), regia di Satoshi Taguchi (1935)
- Midori no chiheisen: Zenpen (緑の地平線 前篇), regia di Yutaka Abe (1935)
- Midori no chiheisen: Kōhen (緑の地平線 後篇), regia di Yutaka Abe (1935)
- Hakui no kajin (白衣の佳人), regia di Yutaka Abe (1936)
- Kōchiyama Sōshun (河内山宗俊), regia di Sadao Yamanaka (1936)
- Yomeiri mae no musumetachi (嫁入り前の娘達), regia di Ren Yoshimura (1936)
- Seimei no kanmuri (生命の冠), regia di Tomu Uchida (1936)
- Tange Sazen: Nikkō no maki (丹下左膳 日光の巻), regia di Kunio Watanabe (1936)
- Kenji to sono imōto (検事とその妹), regia di Kunio Watanabe (1937)
- La figlia del samurai (Die Tochter des Samurai), regia di Arnold Fanck e Mansaku Itami (1937)
- Tōkai bijoden (東海美女伝), regia di Tamizō Ishida (1937)
- Haha no kyoku: Zenpen (母の曲 前篇), regia di Satsuo Yamamoto (1937)
- Haha no kyoku: Kōhen (母の曲 後篇), regia di Satsuo Yamamoto (1937)
- Kyojin-den (巨人伝), regia di Mansaku Itami (1938)
- Den'en kôkyôgaku (田園交響曲), regia di Satsuo Yamamoto (1938)
- Shōgun no mago (将軍の孫), regia di Kunio Watanabe (1938)
- Fuyu no yado (冬の宿), regia di Shirō Toyoda (1938)
- Uruwashiki shuppatsu (美はしき出発), regia di Satsuo Yamamoto (1939)
- Chūshingura: Zenpen (忠臣蔵 前篇), regia di Kajirō Yamamoto (1939)
- Chūshingura: Kōhen (忠臣蔵 後篇), regia di Kajirō Yamamoto (1939)
- Shanhai rikusentai (上海陸戦隊), regia di Hisatora Kumagai (1939)
- Machi (街), regia di Satsuo Yamamoto (1939)
- Onna no kyōshitsu: Gakkō no maki: Nanatsu no omokage (女の教室・学校の巻 七つの俤), regia di Yutaka Abe (1939)
- Onna no kyōshitsu: Kōhen (女の教室 中・後篇), regia di Yutaka Abe (1939)
- Tōkyō no josei (東京の女性), regia di Osamu Fushimizu (1939)
- Hikari to kage (光と影), regia di Yasujirō Shimazu (1940)
- Donzūki (東遊記), regia di Toshio Ōtani (1940)
- Totsugu hi made (嫁ぐ日まで), regia di Yasujirō Shimazu (1940)
- Hebihime-sama (蛇姫様), regia di Teinosuke Kinugasa (1940)
- Onna no machi (女の街), regia di Tadashi Imai (1940)
- Futari no sekai (二人の世界), regia di Yasujirō Shimazu (1940)
- Shimai no yakusoku (姉妹の約束), regia di Satsuo Yamamoto (1940)
- Ani no hanayome (兄の花嫁), regia di Yasujirō Shimazu (1941)
- Ōinaru kanjō (大いなる感情), regia di Jun'ichi Fujita (1941)
- Kekkon no seitai (結婚の生態), regia di Tadashi Imai (1941)
- Shidō monogatari (指導物語), regia di Hisatora Kumagai (1941)
- Kibo no aozora (希望の青空), regia di Kajirō Yamamoto (1942)
- Seishun no kiryū (青春の気流), regia di Osamu Fushimizu (1942)
- Sakyū (砂丘), regia di Kenji Shimomura (1942)
- Wakai sensei (若い先生), regia di Takeshi Satō (1942)
- Midori no daichi (緑の大地), regia di Yasujirō Shimazu (1942)
- Haha no chizu (母の地図), regia di Yasujirō Shimazu (1942)
- Hawai Marē oki kaisen (ハワイ・マレー沖海戦), regia di Kajirō Yamamoto (1942)
- Ahen sensō (阿片戦争), regia di Masahiro Makino (1943)
- Bōrō no kesshitai (望楼の決死隊), regia di Tadashi Imai (1943)
- Wakaki hi no yorokobi (若き日の歓び), regia di Takeshi Satō (1943)
- Kessen no ōzora e (決戦の大空へ), regia di Kunio Watanabe (1943)
- Neppū (熱風), regia di Satsuo Yamamoto (1943)
- Ikari no umi (怒りの海), regia di Tadashi Imai (1944)
- Kita no san-nin (北の三人), regia di Kiyoshi Saeki (1945)
- Midori no fūrusatō (緑の故郷), regia di Kunio Watanabe (1946)
- Reijin (麗人), regia di Kunio Watanabe (1946)
- Non rimpiango la mia giovinezza (わが青春に悔なし, Waga seishun ni kuinashi), regia di Akira Kurosawa (1946)
- Kakedashi jidai (かけ出し時代), regia di Kiyoshi Saeki (1947)
- Anjō-ke no butōkai (安城家の舞踏会), regia di Kōzaburō Yoshimura (1947)
- Onna dake no yoru (女だけの夜), regia di Fumindo Kurata (1947)
- Sanbon yubi no otoko (三本指の男), regia di Sadatsugu Matsuda (1947)
- Yuwaku (誘惑), regia di Kōzaburō Yoshimura (1948)
- Toki no teisō: Zenpen (時の貞操 前篇), regia di Ren Yoshimura (1948)
- Toki no teisō: Kōhen (時の貞操 後篇), regia di Ren Yoshimura (1948)
- Fuji sanchō (富士山頂), regia di Kiyoshi Saeki (1948)
- Taifuken no onna (颱風圏の女), regia di Hideo Ōba (1948)
- Kōfuku no genkai (幸福の限界), regia di Keigo Kimura (1948)
- Tonosama Hotel (殿様ホテル, Tono-sama hoteru), regia di Fumindo Kurata (1949)
- Ojōsan kanpai (お嬢さん乾杯), regia di Keisuke Kinoshita (1949)
- Aoi sanmyaku (青い山脈), regia di Tadashi Imai (1949)
- Zoku aoi sanmyaku (続青い山脈), regia di Tadashi Imai (1949)
- Tarda primavera (晩春, Banshun), regia di Yasujirō Ozu (1949)
- Shirayuki-sensei to kodomo-tachi (白雪先生と子供たち), regia di Ren Yoshimura, Kayoko Amamiya (1950)
- Joi no shinsatsushitsu (女医の診察室), regia di Ren Yoshimura (1950)
- Arupusu monogatari: Yasei (アルプス物語 野性), regia di Tsutomu Sawamura (1950)
- Nanairo no hana (七色の花), regia di Masahisa Sunohara (1950)
- L'idiota (白痴, Hakuchi), regia di Akira Kurosawa (1951)
- Inizio d'estate (麦秋, Bakushū), regia di Yasujirō Ozu (1951)
- Meshi (めし), regia di Mikio Naruse (1951)
- Kaze futatabi (風ふたゝび), regia di Shirō Toyoda (1952)
- Kin no tamago (金の卵), regia di Yasuki Chiba (1952)
- Tōkyō no koibito (東京の恋人), regia di Yasuki Chiba (1952)
- Koi no fūunji (恋の風雲児), regia di Kajirō Yamamoto (1953)
- Shirauo (白魚), regia di Hisatora Kumagai (1953)
- Viaggio a Tokyo (東京物語, Tōkyō monogatari), regia di Yasujirō Ozu (1953)
- Yama no oto (山の音), regia di Mikio Naruse (1954)
- Non-chan kumo ni noru (ノンちゃん雲に乗る), regia di Fumindo Kurata (1955)
- Uruwashiki haha (美しき母), regia di Hisatora Kumagai (1955)
- Shūu (驟雨), regia di Mikio Naruse (1956)
- Aijō no kessan (愛情の決算), regia di Shin Saburi (1956)
- Kon'yaku sanbagarasu (婚約三羽烏), regia di Toshio Sugie (1956)
- Jōshū to tomo ni (女囚と共に), regia di Seiji Hisamatsu (1956)
- Ani to sono imōto (兄とその妹), regia di Shūe Matsubayashi (1956)
- Ōban (大番), regia di Yasuki Chiba (1957)
- Crepuscolo di Tokyo (東京暮色, Tōkyō boshoku), regia di Yasujirō Ozu (1957)
- Chieko shō (智恵子抄), regia di Hisatora Kumagai (1957)
- Zoku Ōban: Fūun hen (続大番 風雲編), regia di Yasuki Chiba (1957)
- Saigo no dassō (最後の脱走), regia di Senkichi Taniguchi (1957)
- Zokuzoku Ōban: Dōto uhen (続々大番 怒濤篇), regia di Yasuki Chiba (1957)
- Onna, aru koto (女であること), regia di Yūzō Kawashima (1958)
- Tōkyō no kyūjitsu (東京の休日), regia di Kajirō Yamamoto (1958)
- Yasuki Chiba (大番 完結篇), regia di Yasuki Chiba (1958)
- Ōban: Kanketsu hen (女ごころ), regia di Seiji Maruyama (1959)
- Onna gokoro (日本誕生), regia di Hiroshi Inagaki (1959)
- Robō no ishi (路傍の石), regia di Seiji Hisamatsu (1960)
- Musume tsuma haha (娘・妻・母), regia di Mikio Naruse (1960)
- Fundoshi isha (ふんどし医者), regia di Hiroshi Inagaki (1960)
- Tardo autunno (秋日和, Akibiyori), regia di Yasujirō Ozu (1960)
- Bojō no hito (慕情の人), regia di Seiji Maruyama (1961)
- L'autunno della famiglia Kohayagawa (小早川家の秋, Kohayagawake no aki), regia di Yasujirō Ozu (1961)
- Musume to watashi (娘と私), regia di Hiromichi Horikawa (1962)
- Chushingura: Hana no Maki, Yuki no Maki (忠臣蔵 花の巻 雪の巻), regia di Hiroshi Inagaki (1962)